# Delyn (circonscription du Parlement britannique)
Pour les articles homonymes, voir Delyn.
Circonscription parlementaire de la Chambre des communes
Delyn est une ancienne circonscription électorale britannique située au pays de Galles. 
Elle s'étend sur une partie du Flintshire, autour des villes de Flint, Mold et Holywell. Elle existe de 1983 à 2024.

## Définition légale
La définition des limites de la circonscription de Delyn évolue au fil du temps.
- 1983-1997 : le borough de Delyn avec les wards de Meliden (en), Prestatyn Central, Prestatyn East, Prestatyn North et Prestatyn South West du borough de Rhuddlan[2].
- 1997-2010 : le borough de Delyn[3].
- 2010-2024 : les wards d'Argoed, Bagillt East, Bagillt West, Brynford, Caerwys, Cilcain, Ffynnongroyw, Flint Castle, Flint Coleshill, Flint Oakenholt, Flint Trelawney, Greenfield (en), Gronant (en), Gwernaffield, Gwernymynydd, Halkyn, Holywell Central, Holywell East, Holywell West, Leeswood, Mold Broncoed, Mold East, Mold South, Mold West, Mostyn, New Brighton (en), Northop, Northop Hall, Trelawnyd and Gwaenysgor et Whitford, dans le Flintshire[4].

## Députés
| Élection | Député            | Parti | Parti              |
| -------- | ----------------- | ----- | ------------------ |
| 1983     | Keith Raffan (en) |       | Parti conservateur |
| 1992     | David Hanson      |       | Parti travailliste |
| 2019     | Rob Roberts       |       | Parti conservateur |
| 2021     | Rob Roberts       |       | Indépendant        |

## Résultats électoraux

### Années 1980
| Parti         | Parti                                    | Candidat          | Vote   | Vote   | Vote |
| Parti         | Parti                                    | Candidat          | Voix   | %      | ±    |
| ------------- | ---------------------------------------- | ----------------- | ------ | ------ | ---- |
|               | Parti conservateur                       | Keith Raffan (en) | 20 242 | 41,6   | —    |
|               | Parti travailliste                       | James Colbert     | 14 298 | 29,4   | —    |
|               | Parti libéral                            | John Parry        | 12 545 | 25,8   | —    |
|               | Plaid Cymru                              | Haydn Huws        | 1 558  | 3,2    | —    |
| Majorité      | Majorité                                 | Majorité          | 5 944  | 12,2   | —    |
| Inscrits      | Inscrits                                 | Inscrits          | 62 483 | 100,00 |      |
| Participation | Participation                            | Participation     | 60 643 | 77,9   |      |
|               | Le Parti conservateur remporte le siège. |                   |        |        |      |

| Parti         | Parti                                    | Candidat          | Vote   | Vote   | Vote |
| Parti         | Parti                                    | Candidat          | Voix   | %      | ±    |
| ------------- | ---------------------------------------- | ----------------- | ------ | ------ | ---- |
|               | Parti conservateur                       | Keith Raffan (en) | 21 728 | 41,4   | 0,2  |
|               | Parti travailliste                       | David Hanson      | 20 504 | 39,1   | 9,7  |
|               | Parti libéral                            | David Evans       | 8 913  | 17,0   | 8,8  |
|               | Plaid Cymru                              | David Owen        | 1 329  | 2,3    | 0,9  |
| Majorité      | Majorité                                 | Majorité          | 1 224  | 2,3    | 9,9  |
| Inscrits      | Inscrits                                 | Inscrits          | 63 541 | 100,00 |      |
| Participation | Participation                            | Participation     | 52 474 | 82,6   | 4,7  |
|               | Le Parti conservateur conserve le siège. |                   |        |        |      |

### Années 1990
| Parti         | Parti                                                       | Candidat      | Vote   | Vote   | Vote |
| Parti         | Parti                                                       | Candidat      | Voix   | %      | ±    |
| ------------- | ----------------------------------------------------------- | ------------- | ------ | ------ | ---- |
|               | Parti travailliste                                          | David Hanson  | 24 979 | 45,0   | 5,9  |
|               | Parti conservateur                                          | Mike Whitby   | 22 940 | 41,3   | 0,1  |
|               | Libéraux-démocrates                                         | Ray Dodd      | 6 208  | 11,2   | 5,8  |
|               | Plaid Cymru                                                 | Ashley Drake  | 1 414  | 2,5    | 0,2  |
| Majorité      | Majorité                                                    | Majorité      | 2 039  | 3,7    | 1,4  |
| Inscrits      | Inscrits                                                    | Inscrits      | 66 591 | 100,00 |      |
| Participation | Participation                                               | Participation | 55 541 | 83,4   | 0,8  |
|               | Le Parti travailliste prend le siège au Parti conservateur. |               |        |        |      |

| Parti         | Parti                                    | Candidat          | Vote   | Vote   | Vote |
| Parti         | Parti                                    | Candidat          | Voix   | %      | ±    |
| ------------- | ---------------------------------------- | ----------------- | ------ | ------ | ---- |
|               | Parti travailliste                       | David Hanson      | 23 300 | 57,2   | 12,2 |
|               | Parti conservateur                       | Karen Lumley      | 10 607 | 26,0   | 15,3 |
|               | Libéraux-démocrates                      | David Lloyd       | 4 160  | 10,2   | 1    |
|               | Plaid Cymru                              | Ashley Drake      | 1 558  | 3,8    | 1,3  |
|               | Parti du référendum (en)                 | Elizabeth Soutter | 1 117  | 2,7    | —    |
| Majorité      | Majorité                                 | Majorité          | 12 693 | 31,2   | 27,5 |
| Inscrits      | Inscrits                                 | Inscrits          | 53 693 | 100,00 |      |
| Participation | Participation                            | Participation     | 40 742 | 75,9   | 7,5  |
|               | Le Parti travailliste conserve le siège. |                   |        |        |      |

### Années 2000
| Parti         | Parti                                    | Candidat       | Vote   | Vote   | Vote |
| Parti         | Parti                                    | Candidat       | Voix   | %      | ±    |
| ------------- | ---------------------------------------- | -------------- | ------ | ------ | ---- |
|               | Parti travailliste                       | David Hanson   | 17 825 | 51,5   | 5,7  |
|               | Parti conservateur                       | Paul Brierley  | 9 220  | 26,6   | 0,6  |
|               | Libéraux-démocrates                      | John Jones     | 5 329  | 15,4   | 5,2  |
|               | Plaid Cymru                              | Paul Rowlinson | 2 262  | 6,5    | 4    |
| Majorité      | Majorité                                 | Majorité       | 8 605  | 24,9   | 6,3  |
| Inscrits      | Inscrits                                 | Inscrits       | 54 732 | 100,00 |      |
| Participation | Participation                            | Participation  | 34 636 | 63,3   | 12,6 |
|               | Le Parti travailliste conserve le siège. |                |        |        |      |

| Parti         | Parti                                    | Candidat       | Vote   | Vote   | Vote |
| Parti         | Parti                                    | Candidat       | Voix   | %      | ±    |
| ------------- | ---------------------------------------- | -------------- | ------ | ------ | ---- |
|               | Parti travailliste                       | David Hanson   | 15 540 | 45,7   | 5,8  |
|               | Parti conservateur                       | John Bell      | 8 896  | 26,2   | 0,4  |
|               | Libéraux-démocrates                      | John Jones     | 6 089  | 17,9   | 2,5  |
|               | Plaid Cymru                              | Phil Thomas    | 2 524  | 7,4    | 0,9  |
|               | UKIP                                     | May Crawford   | 533    | 1,6    | —    |
|               | Indépendant                              | Nigel Williams | 422    | 1,2    | —    |
| Majorité      | Majorité                                 | Majorité       | 6 644  | 19,5   | 5,4  |
| Inscrits      | Inscrits                                 | Inscrits       | 53 383 | 100,00 |      |
| Participation | Participation                            | Participation  | 34 004 | 64,4   | 1,1  |
|               | Le Parti travailliste conserve le siège. |                |        |        |      |

### Élections dans les années 2010
| Élections générales de 2017: Delyn |                    |                |        |      |       |
| Parti                              | Parti              | Candidat       | Votes  | %    | ±     |
|                                    | Labour             | David Hanson   | 20,573 | 52.2 | +11.6 |
|                                    | Conservateur       | Matt Wright    | 16,333 | 41.1 | +8.7  |
|                                    | Plaid Cymru        | Paul Rowlinson | 1,481  | 3.8  | -1.0  |
|                                    | Libéral Démocrates | Tom Rippeth    | 1,031  | 2.6  | -1.1  |
| Majorité                           | Majorité           | Majorité       | 4,240  | 10.8 | +3.0  |
| Participation                      | Participation      | Participation  | 39,418 | 72.8 | +3.0  |
|                                    | Labour hold        | Labour hold    | Swing  | +1.5 |       |

| Élections générales de 2015: Delyn, |                    |                |        |      |       |
| Parti                               | Parti              | Candidat       | Votes  | %    | ±     |
|                                     | Labour             | David Hanson   | 15,187 | 40.5 | −0.2  |
|                                     | Conservateur       | Mark Isherwood | 12,257 | 32.7 | −1.9  |
|                                     | UKIP               | Nigel Williams | 6,150  | 16.4 | +14.6 |
|                                     | Plaid Cymru        | Paul Rowlinson | 1,803  | 4.8  | −0.2  |
|                                     | Libéral Démocrates | Tom Rippeth    | 1,380  | 3.7  | −11.9 |
|                                     | Green              | Kay Roney      | 680    | 1.8  | N/A   |
| Majorité                            | Majorité           | Majorité       | 2,930  | 7.8  | +1.7  |
| Participation                       | Participation      | Participation  | 37,457 | 69.8 | +0.6  |
|                                     | Labour hold        | Labour hold    | Swing  | +0.8 |       |

| Élections générales de 2010: Delyn, |                    |                     |        |      |      |
| Parti                               | Parti              | Candidat            | Votes  | %    | ±    |
|                                     | Labour             | David Hanson        | 15,083 | 40.8 | −4.9 |
|                                     | Conservateur       | Antoinette Sandbach | 12,811 | 34.6 | +8.5 |
|                                     | Libéral Démocrates | Bill Brereton       | 5,747  | 15.5 | −2.4 |
|                                     | Plaid Cymru        | Peter Ryder         | 1,844  | 5.0  | −2.4 |
|                                     | BNP                | Jennifer Matthys    | 844    | 2.3  | N/A  |
|                                     | UKIP               | Andrew Haigh        | 655    | 1.8  | +0.2 |
| Majorité                            | Majorité           | Majorité            | 2,272  | 6.1  | N/A  |
| Participation                       | Participation      | Participation       | 36,984 | 69.2 | +5.5 |
|                                     | Labour hold        | Labour hold         | Swing  | −6.7 |      |